# Puerto Gala
Puerto Gala es un caserío y caleta pesquera en la comuna de Cisnes, Región de Aysén, al sur de Chile. Se encuentra en el punto de encuentro del canal Jacaf con el canal Moraleda, al norte de isla Magdalena. Puerto Gala es un archipiélago conformado por cinco islas, llamadas: Isla Toto, Isla Gala, Isla Chita, Isla Antonio Ronchi e Isla Sin Nombre que es conocida como Isla Núñez. Se integra también un pequeño islote, conocido como "Islote del Medio". Su población, que asciende a unos 300 habitantes, vive de la pesca y comercialización de la merluza austral y otros productos del mar.

## Historia
El caserío nació como consecuencia del boom de la merluza de la década de 1980, en las islas, conocidas colectivamente como Grupo Gala, En su origen era un conjunto de campamentos de pescadores que trabajaban para la Sociedad Alimentos Aysén Ltda, fundada por Patricio Aguirre Sahr. Estos colaboradores instalaban precarios ranchos de plástico para guardar materiales y pernoctar. Los pescadores provenían de distintas partes de Chile, principalmente de Puerto Cisnes, Puerto Montt, Valdivia, Chiloé, incluso de Coquimbo. Los pescadores trabajaban durante 3 o 4 meses de manera intensa en las islas y fiordos de la zona, pero con el pasar de los años los únicos asentamientos que finalmente se convirtieron en algo más, fueron Puerto Gala y Puerto Gaviota, gracias a gestiones gubernamentales y principalmente gracias al sacerdote italiano Antonio Ronchi, impulsor de generar instalaciones mínimas, tales como escuelas, consultorios y pasarelas.
Algunos de los primeros pobladores llegaron a Puerto Gala escapando de la persecución de la dictadura militar de Pinochet ya que carecían de los recursos para huir al extranjero. Otros primeros colonos eran delincuentes que temían la tortura o la muerte por parte de las autoridades. Hubo una clara falta de estado de derecho en las primeras décadas de existencia, ya que la policía no pudo prevenir robos o asesinatos y se limitó a recuperar cadáveres. Debido a esto, la policía intentó disolver el asentamiento amenazando con desalojar a los colonos con el pretexto de que los asentamientos eran ilegales, intentos de desalojo que terminaron fracasando.
A medida que se desató el auge de la merluza, los pescadores artesanales de Puerto Gala y Puerto Gaviota entraron en conflicto con la pesca industrial. La sobreexplotación llevó finalmente al gobierno a prohibir la pesca de merluza, lo que provocó el desempleo y el regreso a Chiloé de algunos colonos.
La fecha oficial de la fundación de Puerto Gala es el 21 de agosto de 1999, oficialmente reconocido como una localidad, perteneciente a la Comuna de Cisnes en la Región de Aysén del General Carlos Ibáñez del Campo. En 2001, sirvió de locación para la película La fiebre del loco, del cineasta Andrés Wood.

## Accesibilidad
Puerto Gala no está conectada por vía terrestre, solo es posible acceder vía marítima a través de transbordador de Naviera Austral desde Quellón (14 horas), Puerto Raúl Marín Balmaceda (4,5 horas) y Puerto Cisnes (4 horas).